# Мальтийский крест (символ)
Мальтийский крест — восьмиконечный крест, использовавшийся некогда могущественным рыцарским орденом госпитальеров (иоаннитов — членов католического духовно-рыцарского ордена св. Иоанна, основанного в XI веке в Палестине). Символ происходит от герба итальянского города Амальфи, выходцы из которого были основателями Амальфийского госпиталя в Иерусалиме, давшего начало ордену Госпитальеров.
Амальфийский крест является до сих пор символом города, где хранятся мощи Апостола Андрея Первозванного, распятого на косом кресте.

В XII веке при магистре Раймонде де Пюи орден стал вселенским, как сама церковь, разделённым на восемь (универсальное число направлений пространства) «языков», представляющих главные государства феодальной Европы: Овернь, Прованс, Франция, Арагон, Кастилия с Португалией, Италия, Бавария (с остальной Германией) и Англия (с Шотландией и Ирландией). Название «госпитальеры св. Иоанна» рыцари сохранили, равно как и красную мантию с вышитым белым шёлком восьмиконечным крестом — символом целомудрия и восьми рыцарских добродетелей. Рыцарские добродетели — вера, милосердие, правда, справедливость, безгрешие, смирение, искренность, терпение. Четыре направления креста говорили о главных христианских добродетелях — благоразумии, справедливости, силе духа и воздержании. Орденская печать изображала больного на ложе с таким же крестом в головах и светильником в ногах.
Иногда называется крестом Святого Иоанна Иерусалимского, или Георгиевским крестом. Символом рыцарей Мальтийского ордена стал белый восьмиконечный крест, восемь концов которого обозначали восемь рыцарских заветов. Сейчас этим крестом пользуются санитарные бригады святого Иоанна (Англия).

## Мальтийский крест в символике
Мальтийский крест, как символ ордена св. Иоанна, ненадолго был включён в состав полного герба Российской империи императором Павлом I. В тексте «Манифеста о полном гербе Всероссийской империи», утверждённого императором 16 декабря (28 декабря) 1800 год говорилось:
Восприяв Титул Великого Магистра Державного Ордена Святого Иоанна Иерусалимского, соединили МЫ и Крест Ордена сего с Гербом НАШИМ.
Однако этот Манифест не был напечатан, а после смерти Павла I Александр I указом от 26 апреля (8 мая) 1801 год повелел употреблять Государственный герб без креста Иоанна Иерусалимского.
Мальтийский крест появился также в некоторых российских дворянских гербах (как правило, в знак награждения главы семейства во времена Павла орденом св. Иоанна Иерусалимского): князей Аргутинских-Долгоруких, баронов Вельго, графов Орловых-Денисовых, графов Голенищевых-Кутузовых-Толстых.
Мальтийский крест сохранился с павловских времён в гербах пригородов Санкт-Петербурга — Павловска и Гатчины.
- Родовые гербы
- Аргунские-Долгорукие
- Орловы-Денисовы
- Вельго

- Государственные гербы
- Российская Империя 1796 г.
- Российская Империя 1799 г.
- Павловск
- Гатчина

- Флаги
- Мальта (торговый флаг)
- Амальфи
- Павловск
- Гатчина